# Stena Line
Stena Line (произношение: Стэна лайн) — одна из крупнейших судоходных компаний в мире, выполняющая грузовые и пассажирские паромные перевозки в Ирландии, Великобритании, Нидерландах, Норвегии, Швеции, Дании, Германии, Латвии и Польше.

## История
Stena Line была основана предпринимателем Стеном Алланом Олссоном в 1962 году в Гётеборге (Швеция). Он перенял паромную линию «Гётеборг-Скаген», начатую датским предпринимателем Полем Людвигсеном (Poul Ludvigsen, 1911—1971) в сентябре-октябре 1962 года. Тот обратил внимание, как шведские домохозяйки скупают товары в датских магазинах, и решил делать бизнес на разнице цен между Швецией и Данией, продавая дешевые датские продукты на борту парома. Его вдохновил пример линии Ландскрона — Копенгаген, которую основал его приятель Дейн Йорген Йенсен в 1950-е годы. Однако Людвигсен не удержал бизнес и под давлением кредиторов прекратил рейсы своей Skagen-Gothenborg Linien AS.
Стен Олссон имел опыт в паромном сообщении на Аландских островах с 1959 года. Договорившись с кредиторами Людвигсена, Олссон решил возобновить начатый им маршрут, пригласив самого основателя на работу в качестве менеджера по связям с общественностью и закупкам. 21 декабря 1962 года был осуществлен первый рейс из Гётеборга в Скаген. Пассажиры, купившие билет у компании Людвигсена, имели возможность использовать их для поездки паромом новой компании Skagenlinjen. Уже в середине января 1963 года компания объявила о том, что бизнес начался успешно, и что она намерена приобрести два новых судна.
Хотя в начале 1960-х термина «бизнес-концепт» не существовало, Skagenlinjen предложила именно это. Её паром был плавучей оптовой базой товаров, с активными продажами на борту через рестораны, бары и киоски. Цена билетов в такой концепции почти не имела значения, поэтому компания активно предлагала бесплатные билеты, зарабатывая на продажах в пути. К 1964 году на линии Скаген-Гётеборг курсировало 5 кораблей, на линиях Гётеборг-Фридрихсхафен и Гётеборг-Ларвик по два, на линии Гётеборг-Лесё один.
Уже в 1963 году компания открыла рейсы вне порта Гётеберг — из Скагена в Люсешил и Марстранд, из Копенгагена в Треллеборг и т. д.
21 июня 1964 года компания получила из Норвегии первое построенное по её заказу судно — Poseidon, рассчитанное на 600 пассажиров (ранее компания перевозила максимально 320 пассажиров за рейс). Судно развивало скорость 16,5 узлов. Хороший маркетинговый ход компании обеспечил глава Верховного Совета СССР Никита Хрущёв, который через три дня после спуска парома на воду совершил на нём переход в ходе государственного визита в Швецию.
В 1963 году Стен Олссон сделал первые заказы на автомобильные паромы, которые для компании были построены на верфях Франции и Норвегии. Заказы размещались на небольших верфях, которые до этого не имели опыта в строительстве подобных судов и, чтобы получить работу, готовы были снизить цену. Крупные верфи хорошо зарабатывали на строительстве танкеров и балкеров и не торговались. Таким образом Skagenlinjen смогла пополнить свой флот и открывать новые маршруты.
Посетив Великобританию, Стен Олссон обратил внимание, какие ветхие суда курсируют через Ла-Манш, и уже 30 июня 1965 года пассажиров пригласили совершить путешествие из Кале в Тилбэри на пароме The Londoner (прежде Stena Nordica).
Став фактически паромным оператором, компания в апреле 1967 года изменила имя на Stena Line.

## Первенство в бизнесе
В 1972 году компания стала первым морским оператором в Европе, который ввёл систему компьютерного бронирования в области делового туризма.
В 1996 году Stena Line начала эксплуатировать первый в мире скоростной паром.
В 2015 году компания провела испытания парома, использующего в качестве топлива метанол, и сделала заказ на постройку 4 новейших судов на верфи AVIC (Китай), которые могут работать на газе и метаноле. Суда не имеют аналогов по топливной эффективности в мире и вмещают 1000 пассажиров и 3 километра транспорта.

### Экспансия в Европе
В 1981 году Stena Line объединилась с Sessanlinjen.
С 1998 года подписан договор об объединении с британским оператором P&O, в объединенной компании P&O Stena Line шведской стороне принадлежало 40 % акций. Когда же Stena Line решила покинуть британский рынок, P&O заплатила за её долю 150 млн фунтов.
В 2000 году Stena Line инвестировала свои средства в Scandlines, в 2008-м купила Sembo.
В декабре 2010 года Stena Line объявила о приобретении у оператора DFDS Seaways сети маршрутов в Северной Ирландии.

### Выход на рынок России и Прибалтики
В 2012 году Stena Line зарегистрировала представительство в Латвии, в 2013-м переняла маршруты в Scandlinesи начала оперировать из портов Лиепая и Вентспилс на Травемюнде (Германия) и Нюнесхамн (Швеция). Последний маршрут оказался самым эффективным для транспортировки грузов в Скандинавию: морской переход занимает всего 11 часов.
В 2014 году компания заявила о себе на рынке России и СНГ, представив концепцию мультимодальных перевозок под единой ответственностью (железная дорога, паром, автотранспорт). Вместе с компанией «Трансконтейнер» паромный оператор создал комплексный сервис по доставке грузов российским получателям и вывозу экспортной продукции. Директор Stena Line по России, СНГ и балтийским странам Айвар Тауриньш стал одним из видных экспертов и концептуалистов транспортного рынка, делая акцент на вопросах эффективности транспорта и сокращении издержек за счёт выработки инновационных транспортных продуктов.
В 2015 году Stena Line выступила с концепцией «мафизации» — использования трейлеров высокой грузоподъемности (до 100 тонн) для перевозки тяжеловесных, негабаритных, сырьевых грузов. Благодаря этой технологии уральский металлургический концерн «Мечел» смог удовлетворить возросший спрос западногерманских и центральноевропейских клиентов, за год увеличив ежемесячное количество отправок с 2 до 64.
В том же году Stena Line по России, СНГ и балтийским странам возглавил Оскар Осис, который предложил идею расширения бизнеса под российский и прибалтийский грузопоток. Эта идея увенчалась выпуском на линию дополнительного судна Stena Nordica и увеличением числа отправок до 8 в неделю на Травемюнде и 24 в неделю на Нюнесхамн с января 2017 года. Терминалы в латвийских портах были назначены хабами: Лиепая — для отправок на Западную Германию, Вентспилс — на Швецию.
В ноябре 2016 года Stena Line подтвердила готовность обслуживать экспресс-поезда из Китая с грузами на Скандинавию: даже полный состав такого поезда (42-57 контейнеров) паромный оператор способен вывезти за один рейс, вмещающий от 116 грузовых единиц.

## Структура и собственники
Stena Line — основная единица подразделения Stena AB, являющегося частью конгломерата Stena Sphere, в который также входят Stena Metall AB и Stena Sessan AB. Кроме того, Stena Line принадлежит шведско-датско-немецкая судоходная компания Scandlines.
Владельцы компании — семья Стена Аллана Оллсона, который основал Stena AB. В настоящий момент компанией руководит Дан Стен Оллсон.

## Маршруты

### Ирландское море
- Фишгард — Рослэр Европорт →(эта морская линия соединяет участки маршрута E 30)
- Флитвуд — Ларн
- Холихед — Дублин
- Холихед — Дун-Лэаре
- Странрар — Белфаст
- Биркенхед — Белфаст

### Северное море
- Хук ван Холланд — Харвич →(эта морская линия соединяет участки маршрута E 30)
- Хук ван Холланд — Киллингхольм
- Роттердам — Харвич

### Скандинавия
- Гётеборг — Фредериксхавн →(эта морская линия соединяет участки маршрута E 45)
- Гётеборг — Киль
- Варберг — Грено
- Осло — Фредериксхавн
- Карлскруна — Гдыня

### Балтийское море
- Нюнесхамн — Вентспилс
- Травемюнде — Лиепая
- Гдыня — Карлскрона